# Ludwig Bair
Ludwig Bair (* 1558 in Memmingen; † im 17. Jahrhundert in Augsburg) war deutscher Zeichner. 

## Leben
Ludwig Bair wurde 1558 im oberschwäbischen Memmingen geboren. Er war vermutlich Sohn eines Ludwig Bair aus Memmingen, der seit 1561 ein Bürgerrecht in Augsburg besaß. Seit dem Tod des Vaters 1605 lebte Bair bei der Familie Merck in Augsburg. Auf deren Kosten erlernte er ab 1587 in Zürich die Malerei. Für seine Gastfamilie schuf er 1585 eine bedeutende ikonographische Bilderhandschrift mit 75 Porträts von Augsburger Reformatoren in Tusche und Kreide. Enthalten sind Porträts von Georg Lang, Heinrich Zirr und des Monogrammisten NR (Neues Reich des alten Ägypten). Auch sein Selbstporträt befindet sich in diesem Buch. Da das Werk nur den Vornamen enthält, schrieb ihm Archivdirektor Wiedemann den Nachnamen zu.

## Schriften
- Codices germ. 7228, mit Vers-Biografie von L.

| Personendaten    | Personendaten      |
| ---------------- | ------------------ |
| NAME             | Bair, Ludwig       |
| KURZBESCHREIBUNG | deutscher Zeichner |
| GEBURTSDATUM     | 1558               |
| GEBURTSORT       | Memmingen          |
| STERBEDATUM      | 17. Jahrhundert    |
| STERBEORT        | unsicher: Augsburg |